# 斯特凡·萊納
斯特凡·萊納（德語：Stefan Lainer；1992年8月27日—），奧地利足球運動員，現效力奧甲球會薩爾斯堡紅牛，司職右後衛。他曾入選2020年歐洲國家盃奧地利隊陣容。

## 俱樂部生涯
1992年出生的萊納出自薩爾斯堡紅牛青訓系統，進入一線隊後他作為主力右後衛幫助薩爾斯堡紅牛奪得四個奧超聯賽冠軍，三個盃賽冠軍。
德甲球隊門興格拉德巴赫從薩爾斯堡紅牛簽下萊納，與球隊簽約5年，至2024年6月。

## 國家隊生涯
2021年，萊納被選入奥地利隊2020年歐洲國家盃大名單。

## 外部連結
- 维基共享资源上的相關多媒體資源：斯特凡·萊納
- fussballdaten.de：斯特凡·莱纳之統計數據 （德文）